# Chet Culver
Chester John "Chet" Culver (Washington D. C., 25 de enero de 1966) es un político estadounidense del Partido Demócrata. Desde enero de 2007 ocupó el cargo de gobernador de Iowa. En 2011, fue candidato a la reelección, pero fue derrotado por Terry Branstad.